# Guillaume Van Keirsbulck
Guillaume Van Keirsbulck, né le 14 février 1991 à Roulers, est un coureur cycliste belge.

## Biographie

### Jeunesse et carrière amateur

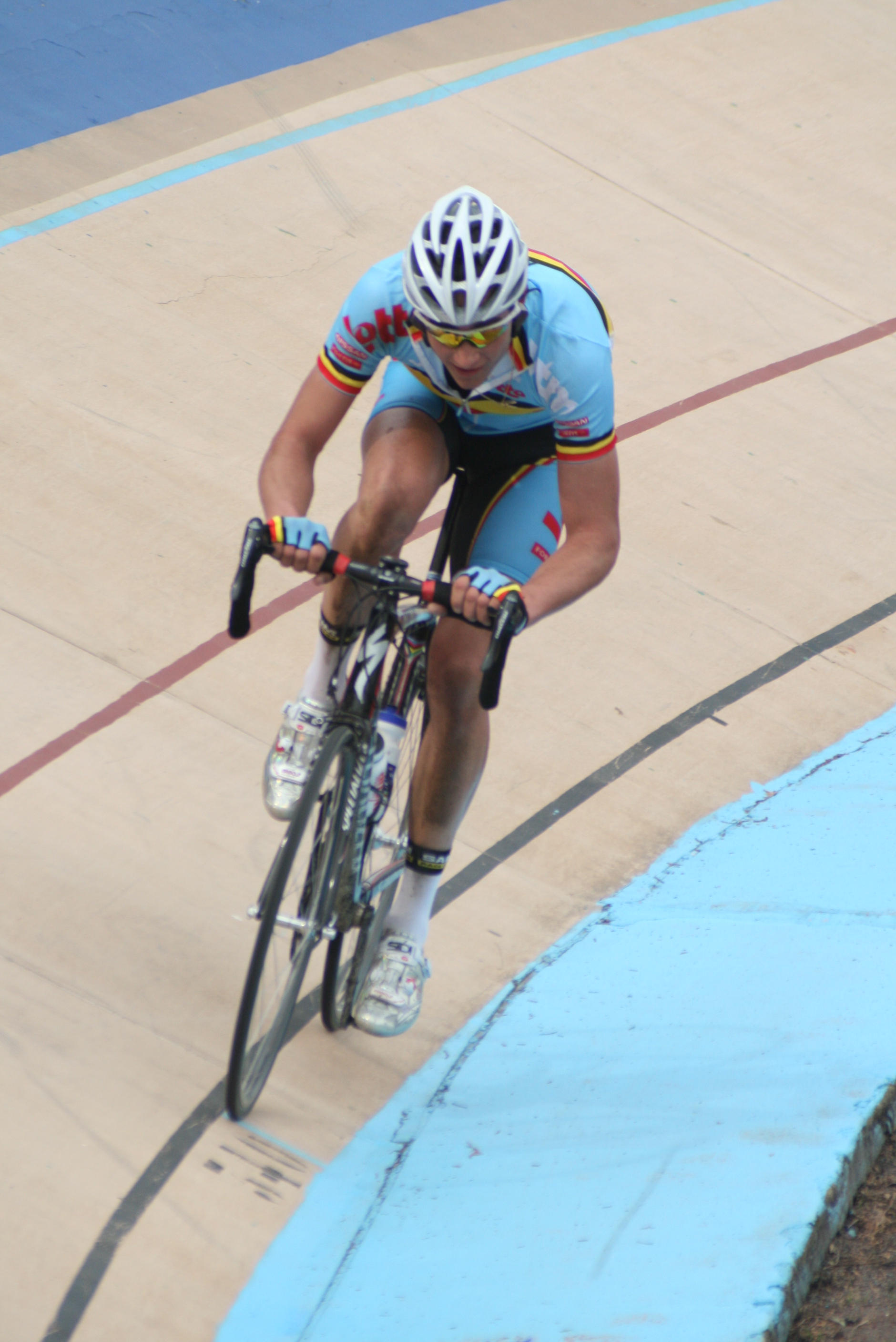
Guillaume Van Keirsbulck lors de sa victoire au Paris-Roubaix juniors 2009.

Guillaume Van Keirsbulck est issu d'une famille de cycliste. En effet, son père Kurt a été professionnel de 1988 à 1991 et a remporté le Tour des Flandres juniors en 1984, et son grand-père Benoni Beheyt a été notamment champion du monde en 1963 et vainqueur d'étape du Tour de France 1964. Il est par ailleurs le cousin de Cériel Desal.
En 2006 et 2007, il est champion de Belgique débutant du contre-la-montre (15-16 ans). 
En 2008, il passe en catégorie juniors. Durant ses deux années dans cette catégorie, il est membre de l'équipe belge Avia, liée à l'équipe amateur Beveren 2000 et à l'équipe professionnelle Quick Step. Il remporte avec cette équipe une étape du Sparkassen Münsterland Tour, course du calendrier international juniors. Il est sélectionné en équipe de Belgique juniors et participe avec elle à des manches de la Coupe des Nations dont elle remporte le classement final. Il est ainsi huitième de la Course de la Paix juniors, dixième du GP Général Patton. En juillet, il se classe huitième du championnat d'Europe du contre-la-montre juniors puis prend part aux championnats du monde juniors en Afrique du Sud, où il est 64e de la course en ligne et 26e du contre-la-montre. 
En 2009, l'équipe de Belgique remporte à nouveau la Coupe des Nations. Guillaume Van Keirsbulck en gagne la première manche, le Paris-Roubaix juniors, devant Arnaud Démare. Il se classe neuvième de la Course de la Paix juniors, quatrième du GP Général Patton. Aux championnats d'Europe, il est sixième du contre-la-montre et aux championnats du monde juniors, il termine 36e du contre-la-montre et 22e de la course en ligne que remporte un autre Belge, Jasper Stuyven. Durant cette saison, il est également vainqueur d'étape du Tour de Basse-Saxe juniors et deuxième du classement général du Sparkassen Münsterland Tour.
En 2010, Guillaume Van Keirsbulck passe en catégorie espoirs (moins de 23 ans) et est membre de l'équipe Beveren 2000. Il est troisième du championnat de Belgique du contre-la-montre espoirs. Il prend la 34e place du contre-la-montre des moins de 23 ans aux championnats du monde sur route à Mendrisio.

### Carrière professionnelle
En 2011, Guillaume Van Keirsbulck devient professionnel au sein de l'équipe Quick Step. Il est alors le plus jeune coureur professionnel belge, et le plus jeune coureur évoluant dans une équipe ProTeam. En raison du forfait de son coéquipier Niki Terpstra, blessé, il participe en avril au Tour des Flandres et à Paris-Roubaix. Le 28 juin, sa petite amie meurt dans un accident de la route à Pittem quelques heures après le championnat de Belgique sur route. En septembre, il remporte le Circuit du Houtland et se classe troisième du Grand Prix Jef Scherens.
En 2012, l'équipe Quick Step devient Omega Pharma-Quick Step, l'entreprise Omega Pharma devenant le principal sponsor.
En 2013, il dispute le Tour d'Espagne, son premier grand tour. En fin de saison, il prolonge de deux ans le contrat qui le lie à son équipe.
Septième du Tour du Qatar en début de saison 2014, Van Keirsbulck s'illustre lors des courses flamandes de mars et avril. Septième de Kuurne-Bruxelles-Kuurne, il est ensuite deuxième des Trois jours de Flandre-Occidentale, dont il gagne la dernière étape, et remporte les Trois Jours de La Panne. En août, il s'impose lors de la dernière étape de l'Eneco Tour après avoir attaqué seul à 35 km de l'arrivée. C'est sa première victoire sur le calendrier UCI World Tour.
En 2015, Guillaume Van Keirsbulck connaît une saison difficile. Souffrant du dos, il est opéré d’une hernie discale des vertèbres lombaires L4 et L5 en juin. En fin d'année, son contrat avec l'équipe Etixx-Quick Step est prolongé d'un an.
Au mois de septembre 2016, il signe un contrat en faveur de l'équipe continentale professionnelle belge Wanty-Groupe Gobert.
Le 4 juillet 2017 lors de l'étape du Tour de France reliant Mondorf-les-bains à Vittel, il part en solitaire pour une échappée de près de 190 km. Il est logiquement élu le plus combatif du jour.
Au mois de mars 2018 il termine sixième de la course belge À travers la Flandre-Occidentale-Johan Museeuw Classique remportée par Rémi Cavagna.
Entre 2019 et 2020, il est membre de l'équipe CCC. Après la dissolution de celle-ci en décembre 2020, il se retrouve sans contrat.
Il retrouve en 2021 un contrat chez Alpecin-Fenix et commence sa saison au Tro Bro Léon.
En fin de contrat avec Bingoal WB à l'issue de l'année 2023, Van Keirsbulck ne trouve pas une nouvelle équipe et annonce la fin de sa carrière de coureur professionnel le 31 décembre 2023.

## Palmarès sur route

### Palmarès amateur
- 2006
  -  Champion de Belgique du contre-la-montre débutants
- 2007
  -  Champion de Belgique du contre-la-montre débutants
- 2008
  - Flèche du Brabant flamand
  - 1re étape du Tour de Münster juniors
  - 2e de la Flanders-Europe Classic
  - 2e du Tour de Münster juniors
  - 8e du championnat d'Europe du contre-la-montre juniors
- 2009
  - Paris-Roubaix juniors
  - 2ea étape du Tour de Basse-Saxe juniors (contre-la-montre)
  - 2e du championnat de Flandre-Occidentale sur route juniors
  - 2e du Tour de Münster juniors
  - 6e du championnat d'Europe du contre-la-montre juniors
- 2010
  - 2e de Bruxelles-Zepperen
  - 2e du championnat de Flandre-Occidentale du contre-la-montre espoirs
  - 2e du championnat de Flandre-Occidentale sur route espoirs
  - 2e de l'Internatie Reningelst
  - 3e du championnat de Belgique du contre-la-montre espoirs
  - 3e du Circuit Mandel-Lys-Escaut

### Palmarès professionnel
- 2011
  - Grand Prix Briek Schotte
  - Circuit du Houtland
  - 3e du Grand Prix Jef Scherens
- 2012
  - Grand Prix Briek Schotte
  - 2e de la Gullegem Koerse
  - 2e du Circuit Mandel-Lys-Escaut
- 2013
  - 1re étape de Tirreno-Adriatico (contre-la-montre par équipes)
- 2014
  - 2e étape des Trois Jours de Flandre-Occidentale
  - Classement général des Trois Jours de La Panne
  - Grand Prix Jean-Pierre Monseré
  - 7e étape de l'Eneco Tour
  - 2e des Trois Jours de Flandre-Occidentale
- 2017
  - Le Samyn
- 2018
  - Antwerp Port Epic

### Résultats sur les grands tours

#### Tour de France
3 participations
- 2017 : 147e
- 2018 : 123e
- 2022 : 123e

#### Tour d'Espagne
1 participation
- 2013 : 125e

### Classements mondiaux
| Année                                 | 2010  | 2011 | 2012 | 2013 | 2014 | 2015 | 2016  | 2017 | 2018 | 2019  | 2020  | 2021  | 2022  | 2023  |
| ------------------------------------- | ----- | ---- | ---- | ---- | ---- | ---- | ----- | ---- | ---- | ----- | ----- | ----- | ----- | ----- |
| UCI World Tour                        |       | nc   | nc   | nc   | 163e | nc   | nc    | nc   | nc   |       |       |       |       |       |
| Classement mondial                    |       |      |      |      |      |      | 1224e | 242e | 315e | 1197e | 1030e | 2068e | 1307e | 1161e |
| UCI Europe Tour                       | 1004e |      |      |      |      |      | 842e  | 153e | 196e | 838e  | 799e  | 1403e | 907e  | nc    |
|                                       |       |      |      |      |      |      |       |      |      |       |       |       |       |       |
| Légende : nc = non classéSource : UCI |       |      |      |      |      |      |       |      |      |       |       |       |       |       |